# Mondial de l'escalade
 (novembre 2024).
Si vous disposez d'ouvrages ou d'articles de référence ou si vous connaissez des sites web de qualité traitant du thème abordé ici, merci de compléter l'article en donnant les références utiles à sa vérifiabilité et en les liant à la section « Notes et références ».
Le Mondial de l'escalade est une manifestation sportive dédiée à l'escalade organisée chaque année à Briançon, dans les Hautes-Alpes, en France. Créé en 1989, ce festival est l'occasion d'une étape de la Coupe du monde d'escalade à compter de 2011. D'une durée d'une semaine, il constitue également une étape de la Coupe de France d'escalade.

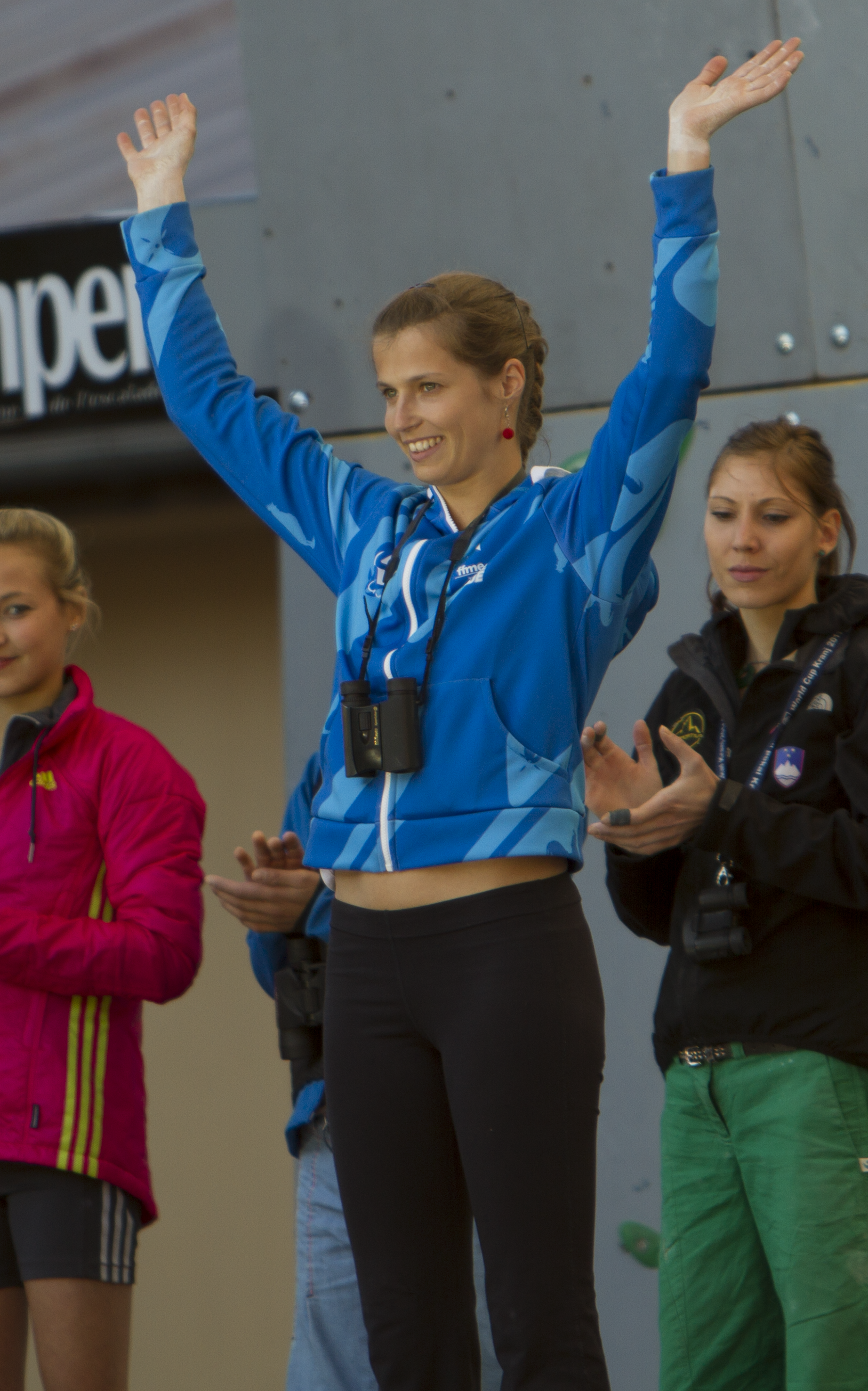
Charlotte Durif au Mondial de l'escalade en 2012.